# Avec mon meilleur souvenir
Avec mon meilleur souvenir est un roman autobiographique de Françoise Sagan, paru en 1984. Recueil de rencontres, de souvenirs, il aura une suite ...Et toute ma sympathie, en 1993. 